# 9167 Kharkiv
9167 Kharkiv este un asteroid din centura principală de asteroizi.

## Descriere
9167 Kharkiv este un asteroid din centura principală de asteroizi. A fost descoperit pe 18 septembrie 1987 la Observatorul astrofizic din Crimeea de Liudmila Cernîh. El prezintă o orbită caracterizată de o semiaxă mare de 3,14 ua, o excentricitate de 0,17 și o înclinație de 7,0° în raport cu ecliptica.